# (200164) 1999 CG114
(200164) 1999 CG114 es un asteroide perteneciente al cinturón de asteroides, descubierto el 12 de febrero de 1999 por el equipo del Lincoln Near-Earth Asteroid Research desde el Laboratorio Lincoln, Socorro, Nuevo México.

## Designación y nombre
Designado provisionalmente como 1999 CG114.

## Características orbitales
1999 CG114 está situado a una distancia media del Sol de 2,279 ua, pudiendo alejarse hasta 2,806 ua y acercarse hasta 1,752 ua. Su excentricidad es 0,231 y la inclinación orbital 5,087 grados. Emplea 1256,82 días en completar una órbita alrededor del Sol.

## Características físicas
La magnitud absoluta de 1999 CG114 es 17,5.